# Jair da Costa
Jair da Costa (9. července 1940 – 26. dubna 2025) byl braziský fotbalista, útočník, pravé křídlo.

## Fotbalová kariéra
Hrál za Portuguesu, Inter Milán, AS Roma, Santos FC a Windsor Stars. Mistr světa z roku 1962 z Chile, kde se však do základní sestavy nedostal. Na jeho místě hrál Garrincha. V roce 1965 vyhrál s Interem Milán Pohár mistrů evropských zemí.

## Ligová bilance
| Ročník          | Zápasy | Góly | Klub        |
| --------------- | ------ | ---- | ----------- |
| Serie A 1962/63 | 27     | 10   | Inter Milán |
| Serie A 1963/64 | 31     | 12   | Inter Milán |
| Serie A 1964/65 | 19     | 10   | Inter Milán |
| Serie A 1965/66 | 27     | 4    | Inter Milán |
| Serie A 1966/67 | 15     | 3    | Inter Milán |
| Serie A 1967/68 | 23     | 2    | AS Roma     |
| Serie A 1968/69 | 22     | 3    | Inter Milán |
| Serie A 1969/70 | 18     | 4    | Inter Milán |
| Serie A 1970/71 | 23     | 6    | Inter Milán |
| Serie A 1971/72 | 17     | 1    | Inter Milán |
| CELKEM          |        |      |             |